# Пондалов, Панайот
Панайот Ангелов Пондалов (7 мая 1926, Сливен,  Третье Болгарское царство - 4 сентября 1984) — болгарский спортсмен, волейбольный тренер. Один из величайших болгарских волейболистов. Почётный гражданин городов Сливен и Париж.

## Биография
Родился в бедной семье. В 1944-1948 обучался в текстильном техникуме. Во время учёбы начал играть в волейбол. В 1945 был включён в состав городской мужской сборной "Сливен". В 23 года дебютировал в мужской сборной Болгарии по волейболу во встрече со сборной Франции.
В 1950-х годах являлся «звездой» болгарского волейбола, выступал за объединённый спортивный клуб «Славия». Из-за результативных выступлений, болельщики прозвали его «Бомбер» и «Паровой молот».
Принял участие в трёх мировых и четырёх европейских чемпионатах по волейболу. Обладатель двух бронзовых медалей чемпионатов мира в Праге (1949) и Москве (1952), двух наград европейских чемпионатов - серебро (Париж, 1951) и бронза (Бухарест, 1955).
Несмотря на то, что мужская сборная Болгарии по волейболу на  чемпионате мира-1956 во Франции осталась лишь на пятом месте, игра П. Пондалова была высоко оценена специалистами и он был включён в символическую сборную турнира.
Завершил свою спортивную карьеру в 1961 г. в результате травм, полученных в автокатастрофе.
С 1962 до смерти тренировал юношескую и женскую сборные клуба «Славия».

## Звания и награды
- Бронзовая медаль Чемпионат мира по волейболу среди мужчин 1949 (Прага)
- Серебряная медаль Чемпионат Европы по волейболу среди мужчин 1951 (Париж)
- Серебряная медаль республиканского первенства Болгарии (1951)
- Бронзовая медаль Чемпионат мира по волейболу среди мужчин 1952 (Москва)
- Чемпион Болгарии (1952)
- Чемпион Болгарии (1953)
- Золотая медаль на студенческих играх в Будапеште (1954)
- Бронзовая медаль республиканского первенства Болгарии (1954)
- Бронзовая медаль Чемпионат Европы по волейболу среди мужчин 1955 (Бухарест)
- Бронзовая медаль республиканского первенства Болгарии (1955)
- Чемпион Болгарии (1956)
- Серебряная медаль республиканского первенства Болгарии (1957)
- Обладатель Кубка  НРБ по волейболу (1957)
- Обладатель Кубка ЦСКА по волейболу  (1958)
- Почётный гражданин города Парижа (1956)
- Почётный гражданин города Сливен (май 2004 г.)